# Brooke Hogan
Brooke Ellen Bollea, (* 5. května 1988 Tampa, Florida) také známa pod pseudonymem Brooke Hogan, je americká zpěvačka, herečka , modelka, prominentka a televizní hvězda. V současné době má podepsanou smlouvu s Total Nonstop Action Wrestling (TNA) jako vedoucí TNA Knockouts.
Jedná se o nejstarší dceru profesionálního wrestlera Hulka Hogana a jeho ženy Lindy, a také starší sestru Nicka Hogana. V současné době působí také na americké hudební scéně jako popová zpěvačka. Vystupuje spolu se svou rodinou v americké televizní reality show Hogan má pravdu, která běží na americké televizní stanici VH1 a nyní také na hudební stanici MTV.

## Biografie
Na střední škole navštěvovala hodiny tance, zpěvu a k tomu dělala gymnastiku. V 16 letech úspěšně zakončila studium na Clearwater Central Catholic FL School. V roce 2004 nahrála svoje první album s názvem This Voice a o dva roky představila svůj první singl z druhé desky. Singl se jmenuje About Us a premiéru měl na konci druhé řady reality show Hogan má pravdu. Ještě v roce 2006 vydala svoje druhé album s názvem Undiscovered produkované nejen Scottem Storchem. Na rok 2007 bylo ohlášeno už třetí album.